# 젬백스앤카엘
젬백스앤카엘(GemVax & KAEL Co. Ltd.)은 반도체 및 디스플레이 산업 현장에 공기오염제어 솔루션을 제공하는 대한민국의 기업이다.

## 역사
1998년 3월 설립되었으며, 2008년 10월 노르웨이 항암백신 기업 GemVax AS를 인수하며 신약개발사업으로 진출하였다. 치매치료 물질을 연구하고 임상을 진행하고 있다 2014년에 삼성제약을 120억원에 인수하였다

## 같이 보기
- 삼성제약
- 플래스크

## 참고문헌
1. ↑  홍석희, 김상재 젬백스 대표 인터뷰 젬백스는 어떤 회사… 코리아헤럴드, 2015년 9월 24일
2. ↑  한국IR협의회 기술분석보고서-잼백스,  2022.03.24[깨진 링크(과거 내용 찾기)]
3. ↑  오병용, 젬백스 DS투자증권 분석보고서, 2019년 6월 10일
4. ↑  이석준, 바이오 기업 젬백스&카엘, 삼성제약 120억에 인수, 메디컬타임즈, 2014년 5월 22일